# Фокс Тауншип (округ Салліван, Пенсільванія)
Фокс Тауншип (англ. Fox Township) — селище (англ. township) в США, в окрузі Саллікан штату Пенсільванія. Населення — 310 осіб (2020).

## Демографія
Згідно з переписом 2010 року, у селищі мешкало 358 осіб у 169 домогосподарствах у складі 114 родин. Було 629 помешкань
Расовий склад населення:
| - 98,3 % — білих - 0,8 % — корінних американців - 0,3 % — азіатів |

До двох чи більше рас належало 0,6 %. Частка іспаномовних становила 0,3 % від усіх жителів.
За віковим діапазоном населення розподілялося таким чином: 13,7 % — особи молодші 18 років, 59,8 % — особи у віці 18—64 років, 26,5 % — особи у віці 65 років та старші. Медіана віку мешканця становила 52,8 року. На 100 осіб жіночої статі у селищі припадало 111,8 чоловіків;  на 100 жінок у віці від 18 років та старших — 107,4 чоловіків також старших 18 років.
Середній дохід на одне домашнє господарство  становив 50 056 доларів США (медіана — 39 063), а середній дохід на одну сім'ю — 63 239 доларів (медіана — 50 833). За межею бідності перебувало 17,5 % осіб, у тому числі 25,5 % дітей у віці до 18 років та 9,0 % осіб у віці 65 років та старших.
Цивільне працевлаштоване населення становило 105 осіб. Основні галузі зайнятості: освіта, охорона здоров'я та соціальна допомога — 26,7 %, будівництво — 13,3 %, транспорт — 10,5 %, роздрібна торгівля — 10,5 %.